# Groß Daberkow
Groß Daberkow ist ein Dorf am östlichen Rand des Landkreises Mecklenburgische Seenplatte im Südosten Mecklenburg-Vorpommerns. In ihm lebten am 30. Juni 2005 96 Einwohner. Der Ort war lange Jahre die nach Einwohnern kleinste Gemeinde des Landkreises. Zum 1. Juli 2006 wurde er Ortsteil der Gemeinde Mildenitz, die wiederum zum 1. Januar 2015 nach Woldegk eingemeindet wurde.

## Geografie
Groß Daberkow liegt auf 118 Metern ü. NN, etwa 25 Kilometer östlich von Neubrandenburg und zehn Kilometer nordöstlich von Woldegk auf einem Endmoränenzug, dessen höchste Erhebungen südlich des Ortes mit den Helpter Bergen 179 Meter erreichen.

## Politik
Bis 2006 war Livia Pollex letzte Bürgermeisterin der Gemeinde.

## Sehenswürdigkeiten

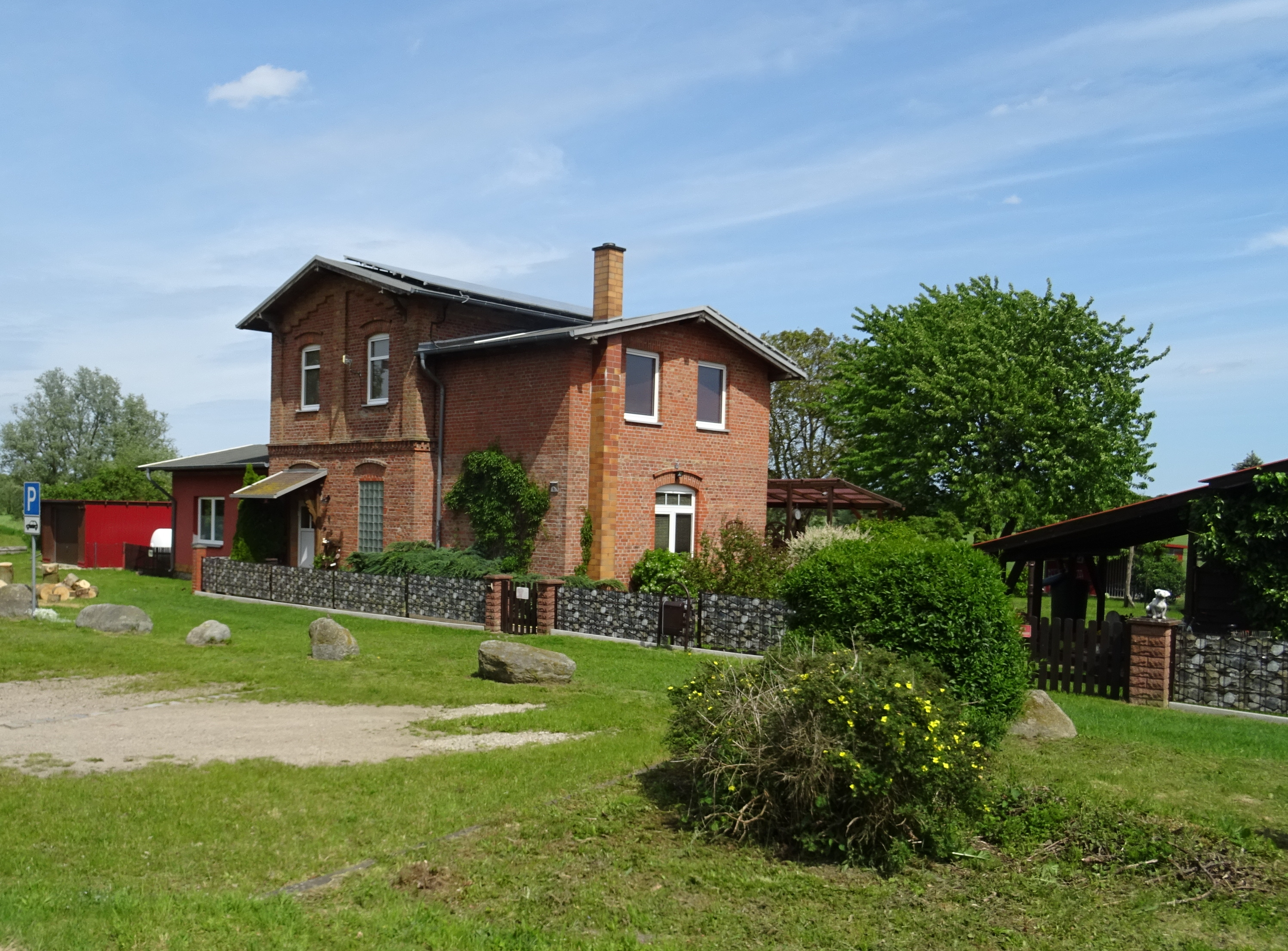
Ehemaliges Bahnhofsgebäude in Groß Daberkow

- Bahndamm und Bahngebäude der ehemaligen Friedrich-Wilhelm-Eisenbahn (stillgelegt), jetzt Radweg
- Die nach dem Dreißigjährigen Krieg errichtete Fachwerkkirche ist im Juli 1990 abgerissen worden.[2]

## Verkehrsanbindung
Die Bahnlinie Neubrandenburg–Pasewalk führt durch Groß Daberkow, ein ehemaliger Haltepunkt wird jedoch nicht mehr bedient. Die Bundesstraße 104 verläuft südlich des Ortes. Groß Daberkow ist über die etwa zehn Kilometer entfernte Anschlussstelle Strasburg (Uckermark) der Bundesautobahn 20 erreichbar.

## Persönlichkeiten

### Söhne und Töchter des Ortes
- Franz Joachim von Dewitz (1666–1719), dänischer General der Kavallerie und Generalgouverneur von Vorpommern und Rügen
- Ulrich Otto von Dewitz (1671–1723), dänischer Generalleutnant und Chef des Oldenburgischen Kürassierregiments

### Mit dem Ort verbunden
- Barbara Borchardt (1956–2023), Politikerin (SED/PDS/Die Linke), war Bürgermeisterin von Groß Daberkow von 1979 bis zur Wende